# Hamazasp IV Mamikonian
Pour les articles homonymes, voir Hamazasp Mamikonian.
Hamazasp IV Mamikonian (en arménien Համազասպ Դ Մամիկոնյան) est prince d'Arménie de la famille Mamikonian, de 655 à 661. Cette époque est celle de la domination par les Arabes de l'Arménie.

## Biographie
Hamazasp Mamikonian est le fils du nakharar Davit Mamikonian (vers 600). Selon Cyrille Toumanoff, Davith Mamikonian est fils de Vahan II le Loup, lui-même fils de Moušeł II Mamikonian, marzpan d'Arménie de 590 à 591. Mais l'unique source concernant Vahan II le Loup est l’Histoire du Taron, par Hovhannès Mamikonian, œuvre romanesque dont Christian Settipani accepte l'historicité en 1991 avant de la rejeter en 2006. Pour lui, Davith Mamikonian est fils d'un Hamazasp Mamikonian, lui-même fils de Moušeł II Mamikonian.
Son prédécesseur, Théodoros Rechtouni, est remplacé sur l'ordre des Arabes par Hamazasp Mamikonian, de la famille du même nom. Celui-ci s'est tourné vers Byzance, avec laquelle il fait serment contrairement aux « traditions » de cette famille de la noblesse arménienne, ce qui déplaît aux Arabes. Son « règne » prend fin vers l'an 661. Grigor Mamikonian, son frère, lui succède. Dans le livre de Sébéos, historien arménien, Hamazasp est décrit comme « un homme excellent à tous points de vue, aimant la vie de famille, la lecture et l'étude ».

## Postérité
Selon Cyrille Toumanoff, il a épousé une fille de Théodoros Rechtouni, qui donne naissance à trois fils :
- Mouchel IV, sparapet entre 660 et 693,
- Hrahat, cité en 732, ancêtre des Mamikonian arméniens postérieurs,
- Artavsde, cité en 693, et peut-être ancêtre d'une branche installée à Byzance dont est issue la dynastie macédonienne.

Christian Settipani est d'un avis différent : il a épousé une fille de Théodoros Rechtouni, mais n'a que deux fils :
- Mouchel V, sparapet en 706/709, mort après 706/709, ancêtre des Mamikonian postérieurs ;
- Artavazd, nakharar, mort après 706/709, peut-être ancêtre d'une branche installée à Byzance, qui s'est alliée à la dynastie amorienne.